# Moranilidae
Moranilidae (лат.) — семейство паразитических наездников из надсемейства Chalcidoidea (или триба Moranilini в Pteromalidae) отряда перепончатокрылые насекомые.

## Описание
Антенны с 8 члениками жгутика, булава неразделена или неполностью разделена. Клипеус с поперечной субапикальной бороздкой. Лабрум открытый, хорошо склеротизованный, субпрямоугольный с краевыми волосками в ряд. Мандибулы с 3 зубцами. Субфораминальный мост с постгеном, разделенным нижним тенториальным мостом. Мезоскутеллум с френумом, обозначенной по крайней мере латерально, с аксиллярной бороздой. Мезоплевральная область без расширенного акроплеврона, с ямками; мезэпимерон не выступает за передний край метаплеврона; присутствуют две мезофуркальные ямки. Все ноги с 5 тарзомерами; шпора передней голени длинная и изогнутая; базитарзальный гребень косой. Метасома с синтергумом, без эпипигия.

## Систематика
Около 10 родов. Группа впервые была выделена в 1988 году как триба Moranilini (типовой род Moranila Cameron, 1883), включалось в состав Eunotinae из семейства Pteromalidae. В 2022 году в ходе реклассификации птеромалид это крупнейшее семейство хальцидоидных наездников было разделено на 24 семейства и Moranilini вместе с Tomocerodini выделены из Eunotinae в отдельное семейство Moranilidae.
Moranilidae содержит два подсемейства: бывшая триба как подсемейство Moranilinae в новом статусе и Tomocerodinae в новом размещении и новом статусе. Размещение Tomocerodinae основано на морфологическом сходстве, поскольку молекулярные данные для Tomocerodinae отсутствуют. Moranilidae отличаются от почти всех других Chalcidoidea наличием двух мезофуркальных ямок вместо обычной одной ямки, но эта особенность, по-видимому, гомопластична в Chalcidoidea. Известно, что некоторые Eurytominae (Eurytomidae), а также Smicromorphinae и некоторые Haltichellinae также имеют две мезофуркальные ямки, но отличаются от Moranilidae по многим признакам, включая другой базитарсальный гребень и субфораминальный мост. Эти семейства нелегко спутать друг с другом из-за очень разных габитусов гораздо более сильно склеротизированных Eurytominae и Chalcididae.
- Moranilinae (=Moranilini Bouček, 1988 из Eunotinae):
  - Amoturella Girault, 1913
  - Aphobetus  Howard, 1896
  - Australeunotus Girault, 1922
  - Australurios  Girault, 1926
  - Eunotomyiia  Girault, 1922
  - Globonila Motschulsky, 1859[5]
  - Hirtonila Motschulsky, 1859
  - Ismaya Motschulsky, 1859
  - Kneva Motschulsky, 1859
  - Mnoonema Motschulsky, 1859
  - Moranila Cameron, 1883
  - Ophelosia Riley, 1890[6][7]
  - Tomicobiella Girault, 1915
  - Tomicobomorpha Girault, 1915
- Tomocerodinae (=Tomocerodini Bouček, 1988 из Eunotinae):
  - Tomocerodes Girault, 1916